# Kuurne-Bruselas-Kuurne 2023
La 75.ª edición de la clásica ciclista Kuurne-Bruselas-Kuurne fue una carrera en Bélgica que se celebró el 26 de febrero de 2023 sobre un recorrido de 193,1 kilómetros con inicio y final en la ciudad de Kuurne.
La carrera formó parte del UCI ProSeries 2023, calendario ciclístico mundial de segunda división, dentro de la categoría UCI 1.Pro y fue ganada por el belga Tiesj Benoot del Jumbo-Visma. Completaron el podio, como segundo y tercer clasificado respectivamente, el belga Nathan Van Hooydonck del Jumbo-Visma y el esloveno Matej Mohorič del Bahrain Victorious.

## Equipos participantes
Tomaron parte en la carrera 25 equipos: 17 de categoría UCI WorldTeam invitados por la organización y 8 de categoría UCI ProTeam. Formaron así un pelotón de 175 ciclistas de los que acabaron 96. Los equipos participantes fueron:
| WorldTeams (17)- AG2R Citroën Team - Alpecin-Deceuninck - Astana Qazaqstan Team - Bora-Hansgrohe - Cofidis - Groupama-FDJ - Ineos Grenadiers - Intermarché-Circus-Wanty - Jumbo-Visma - Movistar Team - Soudal Quick-Step - Arkéa-Samsic - Team DSM - Team Jayco AlUla - Trek-Segafredo - UAE Team Emirates - Bahrain Victorious ProTeams (8)- Uno-X Pro Cycling Team - Team Flanders-Baloise - Bingoal WB - Lotto Dstny - TotalEnergies - Human Powered Health - Israel-Premier Tech - Q36.5 Pro Cycling Team |
| |

## Clasificación final
- La clasificación finalizó de la siguiente forma:[3]

| \| Clasificación general \| Clasificación general \| Clasificación general \| Clasificación general \| Clasificación general \| \| Ciclista \| Ciclista \| Equipo \| Tiempo \| \| \| --------------------- \| --------------------- \| ------------------------ \| --------------------- \| --------------------- \| \| 1.º \| Tiesj Benoot \| Jumbo-Visma \| 4 h 32 min 25 s \| \| \| 2.º \| Nathan Van Hooydonck \| Jumbo-Visma \| + 1 s \| \| \| 3.º \| Matej Mohorič \| Bahrain Victorious \| + 1 s \| \| \| 4.º \| Taco van der Hoorn \| Intermarché-Circus-Wanty \| + 1 s \| \| \| 5.º \| Tim Wellens \| UAE Team Emirates \| + 1 s \| \| \| 6.º \| Christophe Laporte \| Jumbo-Visma \| + 43 s \| \| \| 7.º \| Arnaud De Lie \| Lotto Dstny \| + 43 s \| \| \| 8.º \| Jordi Meeus \| Bora-Hansgrohe \| + 43 s \| \| \| 9.º \| Fabio Jakobsen \| Soudal Quick-Step \| + 43 s \| \| \| 10.º \| Jasper Stuyven \| Trek-Segafredo \| + 43 s \| \| |                      |                          |                 |
| |                      |                          |                 |
| Fuente: ProCyclingStats |                      |                          |                 |
| Clasificación general |                      |                          |                 |
| Ciclista | Ciclista             | Equipo                   | Tiempo          |
| 1.º | Tiesj Benoot         | Jumbo-Visma              | 4 h 32 min 25 s |
| 2.º | Nathan Van Hooydonck | Jumbo-Visma              | + 1 s           |
| 3.º | Matej Mohorič        | Bahrain Victorious       | + 1 s           |
| 4.º | Taco van der Hoorn   | Intermarché-Circus-Wanty | + 1 s           |
| 5.º | Tim Wellens          | UAE Team Emirates        | + 1 s           |
| 6.º | Christophe Laporte   | Jumbo-Visma              | + 43 s          |
| 7.º | Arnaud De Lie        | Lotto Dstny              | + 43 s          |
| 8.º | Jordi Meeus          | Bora-Hansgrohe           | + 43 s          |
| 9.º | Fabio Jakobsen       | Soudal Quick-Step        | + 43 s          |
| 10.º | Jasper Stuyven       | Trek-Segafredo           | + 43 s          |

## Ciclistas participantes y posiciones finales
Convenciones:
- AB-N: Abandono en la etapa "N"
- FLT-N: Retiro por llegada fuera del límite de tiempo en la etapa "N"
- NTS-N: No tomó la salida para la etapa "N"
- DES-N: Descalificado o expulsado en la etapa "N"

## UCI World Ranking
La Kuurne-Bruselas-Kuurne otorgó puntos para el UCI World Ranking para corredores de los equipos en las categorías UCI WorldTeam, UCI ProTeam y Continental. Las siguientes tablas son el baremo de puntuación y los diez corredores que obtuvieron más puntos:
| Posición              | 1.º | 2.º | 3.º | 4.º | 5.º | 6.º | 7.º | 8.º | 9.º | 10.º | 11.º | 12.º | 13.º | 14.º | 15.º | 16.º-30.º | 31.º-40.º |
| Clasificación general | 200 | 150 | 125 | 100 | 85  | 70  | 60  | 50  | 40  | 35   | 30   | 25   | 20   | 15   | 10   | 5         | 3         |

| Clasificación |                      |                          |         |
| Posición      | Ciclista             | Equipo                   | General |
| ------------- | -------------------- | ------------------------ | ------- |
| 1.º           | Tiesj Benoot         | Jumbo-Visma              | 200     |
| 2.º           | Nathan Van Hooydonck | Jumbo-Visma              | 150     |
| 3.º           | Matej Mohorič        | Bahrain Victorious       | 125     |
| 4.º           | Taco van der Hoorn   | Intermarché-Circus-Wanty | 100     |
| 5.º           | Tim Wellens          | UAE Emirates             | 85      |
| 6.º           | Christophe Laporte   | Jumbo-Visma              | 70      |
| 7.º           | Arnaud De Lie        | Lotto Dstny              | 60      |
| 8.º           | Jordi Meeus          | Bora-Hansgrohe           | 50      |
| 9.º           | Fabio Jakobsen       | Soudal Quick-Step        | 40      |
| 10.º          | Jasper Stuyven       | Trek-Segafredo           | 35      |